# Chích lá Sakhalin
Phylloscopus borealoides là một loài chim trong họ Phylloscopidae.